# Европейская организация молекулярной биологии
Европейская организация молекулярной биологии (European Molecular Biology Organization, EMBO) — ведущая организация в Европе в области молекулярных наук о жизни, занимается поиском и поощрением талантливых учёных. С 1964 года ведущие учёные ежегодно становятся членами EMBO — на основании их доказанного приоритета в науке. Сорок пять членов EMBO стали лауреатами Нобелевской премии. Многие инициативы EMBO имеют значительно влияние на работы учёных в области естественных наук в Европе.
Вручается FEBS/EMBO Women in Science Award (лауреат получает 10 тыс. евро); ею отмечены: Asifa Akhtar (2025), Анна Эфрусси (2024), Сара Тейхман (2023), Эрин Шуман (2022), Молли Стивенс (2021), Элли Танака (2020), Sara Linse (2019), Фрауке Мельхиор (2018), Оттолин Лайсер (2017), Фиона Уотт (2016), Кэролайн Дин (2015), Паскаль Коссар (2014), Geneviève Almouzni (2013), Susan M. Gasser (2012), Кэрол Робинсон (2011), Ingrid Grummt (2010), Anne Houdusse-Juillé (2009), Naama Barkai (2008).